# نشان تقدیر رئیس ستاد
نشان تقدیر رئیس ستاد (انگلیسی: Chief of Staff Medal of Appreciation) یک نشان نظامی اسرائیلی است، که توسط رئیس ستاد کل نیروهای مسلح اسرائیل اعطا می‌شود.
این نشان در سال ۱۹۸۱ تأسیس شد. نشان تقدیر رئیس ستاد به پرسنل نظامی و غیرنظامی که در تقویت ارتش اسرائیل یا امنیت اسرائیل نقش دارند، اهدا می‌شود؛ این مدال می‌تواند به شهروندان خارجی نیز اعطا شود.
مشهورترین دریافت‌کننده این مدال، فضانورد اسرائیلی، ایلان رامون، است که پس از مرگش در جریان ماموریت شاتل فضایی کلمبیا، این نشان به او اهدا شد.
از آن زمان تاکنون ۱۰ بار این نشان اهدا شده است؛ ۴ بار پس از مرگ، ۲ بار به صورت گروهی (سربازان گنبد آهنین و دفاع موشکی پاتریوت) و بقیه به سایر افراد غیر اسرائیلی (بیشتر آنها آمریکایی).